# Список объектов всемирного наследия ЮНЕСКО в Ботсване
В спи́ске объе́ктов Всеми́рного насле́дия ЮНЕ́СКО в Ботсва́не значится 2 наименования (на 2014 год), это составляет 0,2 % от общего числа (1248 на 2025 год).
Объекты включён в список по культурным и по природным критериям. Один из объектов признан шедевром человеческого созидательного гения (критерий i), второй — природным феноменом или пространством исключительной природной красоты и эстетической важности (критерий vii).
Кроме этого, по состоянию на 2014 год, 7 объектов на территории государства находятся в числе кандидатов на включение в список всемирного наследия, в том числе 3 — по культурным, 2 — по природным и 2 — по смешанным критериям.
Ботсвана ратифицировала Конвенцию об охране всемирного культурного и природного наследия 23 ноября 1998 года. Первый объект на территории Ботсваны был занесён в список в 2001 году на 25-й сессии Комитета всемирного наследия ЮНЕСКО.

## Список
Объекты расположены в порядке их добавления в список всемирного наследия. Если объекты добавлены одновременно, то есть на одной сессии Комитета всемирного наследия ЮНЕСКО, то объекты располагаются по номерам.
| # | Изображение | Название                                            | Местоположение        | Время создания | Год внесения в список | №    | Критерии   |
| - | ----------- | --------------------------------------------------- | --------------------- | -------------- | --------------------- | ---- | ---------- |
| 1 |             | Наскальная живопись в районе Цодило (англ. Tsodilo) | Северо-Западный округ | I—XIX века     | 2001                  | 1021 | i, iii, vi |
| 2 |             | Дельта Окаванго (англ. Okavango Delta)              | Северо-Западный округ |                | 2014                  | 1432 | vii, ix, x |

## Предварительный список
В таблице объекты расположены в порядке их добавления в предварительный список. В данном списке указаны объекты, предложенные правительством Ботсваны в качестве кандидатов на занесение в список всемирного наследия.
| # | Изображение | Название                                                                                  | Местоположение         | Время создания   | Год внесения в список | №    | Критерии        |
| - | ----------- | ----------------------------------------------------------------------------------------- | ---------------------- | ---------------- | --------------------- | ---- | --------------- |
| 1 |             | Поселение железного века Тоуцвемогала-Хилл (англ. Toutswemogala Hill Iron Age Settlement) | Центральный округ      | VII—XIX века     | 1999                  | 1340 | ii, iii, iv     |
| 2 |             | Охотничий заповедник Сентрал-Калахари (англ. Central Kalahari Game Reserve)               | Округа Ганзи и Квененг | —                | 2010                  | 5555 | v, vii, x       |
| 3 |             | Национальный парк Чобе (англ. Chobe Linyanti System)                                      | Северо-Западный округ  | —                | 2010                  | 5556 | ix, x           |
| 4 |             | Культурный ландшафт Мапунгубве (англ. Mapungubwe Cultural Landscape )                     | Центральный округ      | VII—XIII века    | 2010                  | 5557 | ii, iii, iv, v  |
| 5 |             | Пещеры Гцвихаба (англ. Gcwihaba Caves)                                                    | Северо-Западный округ  | —                | 2010                  | 5558 | vii, viii       |
| 6 |             | Солончаки Макгадикгади (англ. Makgadikgadi Pans)                                          | Центральный округ      | —                | 2010                  | 5559 | v, vii, viii, x |
| 7 |             | Культурный ландшафт гор Тсвапонг (англ. Tswapong Hills Cultural Landscape)                | Центральный округ      | С каменного века | 2010                  | 5560 | v, vi           |